# Phong trào xã hội mới
Phong trào xã hội mới (New social movements - NSM) là một lý thuyết về các phong trào xã hội nhằm  giải thích rất nhiều phong trào mới xuất hiện trong các xã hội phương Tây khác nhau vào khoảng giữa những năm 1960 (trong nền kinh tế hậu công nghiệp) được tuyên bố là khác biệt đáng kể so với mô hình phong trào xã hội thông thường.
Có hai tuyên bố trung tâm của lý thuyết NSM. Thứ nhất, rằng sự phát triển của nền kinh tế hậu công nghiệp chịu trách nhiệm cho một làn sóng mới của phong trào xã hội và thứ hai, rằng những phong trào đó khác biệt đáng kể so với các phong trào xã hội trước đây của nền kinh tế công nghiệp. Sự khác biệt chính nằm ở mục tiêu của họ, vì các phong trào mới không tập trung vào các vấn đề về phẩm chất vật chất như phúc lợi kinh tế, mà là các vấn đề liên quan đến quyền con người (như quyền của người đồng tính hoặc chủ nghĩa hòa bình).
Các nhà tư tưởng đã liên hệ các phong trào này với giả thuyết chủ nghĩa hậu vật chất và Mô hình giai cấp mới được Ronald Inglehart đưa ra. 

## Các phong trào mới
Nhiều phong trào xã hội từ giữa những năm 1960 khác với tiền thân của họ, chẳng hạn như phong trào lao động, trước đây được coi là tập trung vào các mối quan tâm kinh tế. Những năm 1960 là thời kỳ biến đổi trong hành động tập thể, tháng 5 của Pháp (năm 1968) có lẽ là thời điểm quyết định nhất của nó. Tuy nhiên, điều quan trọng là phải nhấn mạnh rằng hiện tại nó đang được thảo luận cho dù hiện tượng này là ví dụ đầu tiên của một phong trào xã hội mới hay như Staricco đã tuyên bố: "Nó không mở ra một kỷ nguyên gần như là một thời đại. về một mô hình, nhưng kết thúc của một mô hình khác. Điều gì đến sau - tầm quan trọng ngày càng tăng của các phong trào xã hội mới cả về mặt thực nghiệm và lý thuyết - có thể được hiểu là hệ quả, nhưng không phải là sự tiếp nối hay tiến bộ ".
Các phong trào mới thay vì thúc đẩy những thay đổi cụ thể trong chính sách công nhấn mạnh đến những thay đổi xã hội về bản sắc, lối sống và văn hóa. Do đó, khía cạnh xã hội được NSM xem là quan trọng hơn các khía cạnh kinh tế hoặc chính trị.  Một số nhà lý thuyết NSM, như F. Parkin (Chủ nghĩa cấp tiến trung lưu, năm 1968), cho rằng các tác nhân chính trong các phong trào này cũng khác nhau, vì họ có nhiều khả năng đến từ " tầng lớp trung lưu mới" thay vì các tầng lớp thấp hơn.  Không giống như các nhóm áp lực có tổ chức chính thức và 'thành viên', NSM bao gồm một mạng xã hội không chính thức, được tổ chức lỏng lẻo của những 'người ủng hộ' thay vì các thành viên. Nhà xã hội học người Anh Paul Byrne  low  (1997) đã mô tả các phong trào xã hội mới là "tương đối vô tổ chức".
Các nhóm phản đối có xu hướng dựa trên một vấn đề duy nhất và thường mang tính địa phương về phạm vi thay đổi mà họ muốn có hiệu lực. Ngược lại, NSM tồn tại lâu hơn các chiến dịch phát hành một lần và muốn thấy sự thay đổi ở cấp quốc gia (liên) về các vấn đề khác nhau liên quan đến niềm tin và lý tưởng của họ.    NSM có thể, tuy nhiên, áp dụng chiến thuật của một chiến dịch phản kháng như là một phần của chiến lược để đạt được sự thay đổi trên phạm vi rộng hơn. 
Ví dụ về các phong trào mới này bao gồm phong trào nữ quyền, phong trào sinh thái, phong trào quyền của người đồng tính và các phong trào hòa bình khác nhau, v.v...

## Sách tham khảo
- Arora, N.D. (2010). Political Science for Civil Services Main Examination. Tata McGraw-Hill Education. ISBN 978-0-07-009094-1.
- Steven M. Buechler, Social Movements in Advanced Capitalism, Oxford University Press, 1999, ISBN 0-19-512604-1, ISBN 0195126041&id=EQdQjRQlwKEC&pg=PA46&lpg=PA46&dq=diverse+array+of+collective+actions+that+has+presumably+displaced+the+old+social+movement+of+proletarian+revolution&sig=m1A-1fv6gZZNdo-j-DxgmKjfgOg Google Print, p.46
- Byrne, Paul (1997). Social Movements in Britain. Theory and practice in British politics. Routledge. ISBN 978-0-415-07122-2.
- Diana Kendall, Sociology In Our Times, Thomson Wadsworth, 2005, ISBN 0-534-64629-8 ISBN 0534646298&id=kzU-gtx2VfoC&pg=PA533&lpg=PA532&printsec=8&vq=frame+analysis&dq=%22Resource+Mobilization%22&sig=aA0H4taRrVcMNzoVJ-i37FheWNo Google Print, p.533
- Nelson A. Pichardo, New Social Movements: A Critical Review, Annual Review of Sociology, Vol. 23: 411-430, 1997.
- Rootes, C. A. (1989). "Book review: Against the Bomb by Richard Taylor; The Campaign for Nuclear Disarmament by Paul Byrne". Sociology. Quyển 23 số 3. tr. 463–465. doi:10.1177/0038038589023003021. JSTOR 42853880.
- Scott, A. (1990) Ideology and the New Social Movements London: Unwin Hyman
- Staricco (2012) The French May and the Roots of Postmodern Politics. https://www.scribd.com/doc/112409042/The-French-May-and-the-Roots-of-Postmodern-Politics Lưu trữ ngày 6 tháng 3 năm 2016 tại Wayback Machine
- Charles, N. (2002) Feminism, the State and Social Policy London: Macmillan
- Buechler, S, M. (1995) ‘New Social Movement Theories’ in The Sociological Quarterly, 36 (3): 441-64
- Castells, M. (2004) The Power of Identity (Second Edition) London: Blackwell
- Laclau, E. & Mouffe, C. (2001) Hegemony and Socialist Strategy: Towards a Radical Democratic Politics (Second Edition). London: Verso